# Куаньдянь
Куаньдянь (кит. 宽甸镇, пін. Kuāndiàn Zhèn) — містечко у КНР, адміністративний центр Куаньдянь-Маньчжурського автономного повіту провінції Ляонін.

## Географія
Куаньдянь розташовується на сході префектури Даньдун, лежить на річці Айхе.

### Клімат
Містечко знаходиться у зоні, котра характеризується вологим континентальним кліматом зі спекотним літом. Найтепліший місяць — липень із середньою температурою 22.8 °C (73 °F). Найхолодніший місяць — січень, із середньою температурою -14.4 °С (6 °F).
| Клімат Куаньдяня        | Клімат Куаньдяня | Клімат Куаньдяня | Клімат Куаньдяня | Клімат Куаньдяня | Клімат Куаньдяня | Клімат Куаньдяня | Клімат Куаньдяня | Клімат Куаньдяня | Клімат Куаньдяня | Клімат Куаньдяня | Клімат Куаньдяня | Клімат Куаньдяня | Клімат Куаньдяня |
| Показник                | Січ.             | Лют.             | Бер.             | Квіт.            | Трав.            | Черв.            | Лип.             | Серп.            | Вер.             | Жовт.            | Лист.            | Груд.            | Рік              |
| Абсолютний максимум, °C | 2                | 7                | 16               | 26               | 32               | 35               | 33               | 32               | 32               | 23               | 17               | 8                | 35               |
| Середній максимум, °C   | −6               | 0                | 6                | 14               | 22               | 25               | 27               | 27               | 22               | 15               | 6                | −1               | 13               |
| Середня температура, °C | −14              | −7               | 0                | 7                | 14               | 19               | 22               | 22               | 16               | 9                | 0                | −7               | 7                |
| Середній мінімум, °C    | −22              | −14              | −5               | 1                | 7                | 13               | 18               | 18               | 10               | 3                | −5               | −14              | 1                |
| Абсолютний мінімум, °C  | −38              | −27              | −28              | −7               | −2               | 2                | 12               | 6                | −1               | −7               | −28              | −37              | −38              |
| Норма опадів, мм        | 10               | 0                | 30               | 40               | 110              | 80               | 380              | 290              | 80               | 60               | 40               | 20               | 1210             |
| Днів з дощем            | 3                | 2                | 5                | 7                | 12               | 7                | 10               | 15               | 10               | 8                | 5                | 5                | 89               |
| Вологість повітря, %    | 68               | 65               | 60               | 59               | 57               | 72               | 83               | 82               | 77               | 70               | 68               | 72               | 69               |
| ----------------------- | ---------------- | ---------------- | ---------------- | ---------------- | ---------------- | ---------------- | ---------------- | ---------------- | ---------------- | ---------------- | ---------------- | ---------------- | ---------------- |
| Джерело: Weatherbase    |                  |                  |                  |                  |                  |                  |                  |                  |                  |                  |                  |                  |                  |